# David Bailey
David Royston Bailey (Leytonstone, Londres; 2 de enero de 1938) es un fotógrafo británico. Se convirtió en asistente fotográfico del estudio John French y luego fotógrafo del Studio Five de John Cole antes de ser contratado como fotógrafo de moda por la revista Vogue inglesa en 1960. 
Junto a Terence Donovan y Brian Duffy, ayudó a formar el concepto cultural de Swinging London a mediados de los años 1960 en Londres. En 2012, la cadena BBC produjo una película basada en la clásica sesión fotográfica que Bailey le hizo a la modelo Jean Shrimpton en Nueva York en 1962. Entre 1965 y 1972 estuvo casado con la actriz francesa Catherine Deneuve.

## Comienzos
David Bailey nació en Leytonstone East London, de Herbert Bailey, un sastre, y su esposa, Sharon, una maquinista. Desde la edad de tres años vivió en East Ham.
Bailey desarrolló un amor por la historia natural, y esto lo llevó a la fotografía. Sufriendo de dislexia no diagnosticada, experimentó problemas en la escuela. Asistió a una escuela privada, el Clark's College en Ilford, donde dice que le enseñaron menos que la escuela municipal más básica. Además de la dislexia, también tiene el trastorno de la habilidad motora dispraxia (trastorno de coordinación del desarrollo).
En un año escolar, afirma que solo asistió a clase 33 veces. Salió de la escuela en su decimoquinto cumpleaños, para trabajar en las oficinas de Fleet Street del Yorkshire Post. Pasó por una serie de trabajos sin salida, antes de su convocatoria para el Servicio Nacional en 1956, sirviendo con la Royal Air Force en Singapur en 1957. Allí compró una cámara Rolleiflex.
Fue desmovilizado en agosto de 1958, y decidido a seguir una carrera en la fotografía, compró una cámara Canon con telémetro. Incapaz de obtener un lugar en el London College of Printing debido a su trayectoria escolar, se convirtió en el segundo asistente de David Ollins, en Charlotte Mews.

## Carrera profesional
En 1959, Bailey se convirtió en asistente de fotografía en el estudio John French, y en mayo de 1960, fue fotógrafo para Studio Five de John Cole, antes de ser contratado como fotógrafo de moda para la revista británica Vogue ese mismo año. También realizó una gran cantidad de trabajo independiente.
Junto con Terence Donovan y Brian Duffy, Bailey capturó y ayudó a crear el 'Swinging London' de la década de 1960: una cultura de alta moda y celebridades chic. Los tres fotógrafos socializaron con actores, músicos y la realeza, y ellos mismos se encontraron elevados al estatus de celebridad. Juntos, fueron los primeros fotógrafos de celebridades reales, nombrados por Norman Parkinson como "la Trinidad Negra".
La película Blowup (1966), dirigida por Michelangelo Antonioni, retrata la vida de un fotógrafo de moda londinense (interpretado por David Hemmings) cuyo personaje fue inspirado por Bailey. La escena "Swinging London" se reflejó acertadamente en su Box of Pin-Ups (1964): una caja de pósteres de celebridades de los 60 incluyendo a Terence Stamp, The Beatles, Mick Jagger, Jean Shrimpton, PJ Proby, Cecil Beaton, Rudolf Nureyev, Andy Warhol y los notorios gánsteres del East End, los gemelos Kray. The Box fue un lanzamiento comercial inusual y único. Reflejaba el estado cambiante del fotógrafo que podría vender una colección de impresiones de esta manera. La principal objeción a la presencia de los Kray por parte de su colega fotógrafo, Lord Snowdon, fue la principal razón por la que no se lanzó ninguna edición estadounidense de la "Caja", y que no se emitió una segunda edición británica. La venta récord de una copia de 'Box of Pin-Ups' se reporta como "por encima de las 20.000 libras".
El ascenso de Bailey en Vogue fue meteórico. En cuestión de meses, estaba filmando portadas y, en el momento álgido de su productividad, filmó 800 páginas editadas en Vogue en un año. Penelope Tree, una exnovia, lo describió como "el rey león de la sabana: increíblemente atractivo, con una vibración peligrosa. Era la fuerza eléctrica, la más brillante, la más poderosa, la más talentosa y la más enérgica de la revista".
La directora creativa de American Vogue, Grace Coddington, que entonces era modelo, dijo: "Eran los años sesenta, una época delirante, y Bailey era increíblemente guapo. Era todo lo que una quería que fuera, como los Beatles, pero accesible, y cuando salió al mercado todo el mundo entró. Todos nos estábamos matando por ser su modelo, aunque él se enganchó con Jean Shrimpton bastante rápido".
Desde 1966, Bailey también dirigió varios anuncios comerciales de televisión y documentales. De 1968 a 1971 dirigió y produjo documentales para televisión titulados Beaton, Warhol y Visconti. Además de la fotografía de moda, Bailey fotografió las carátulas de álbumes para músicos como The Rolling Stones y Marianne Faithfull. Una de las obras más famosas de Bailey muestra a los Rolling Stones, incluido Brian Jones. Él se ve de pie, un poco separado del resto del grupo.
Bailey fue contratado en 1970 por Chris Blackwell, de Island Records, para hacer las fotografías publicitarias de Cat Stevens para su próximo álbum Tea for the Tillerman. Stevens (ahora conocido como Yusuf Islam) sostiene que no le gustaba tener su foto en la portada de sus álbumes, como había sido anteriormente, aunque permitió que las fotografías de Bailey se colocaran en la parte interna del álbum.

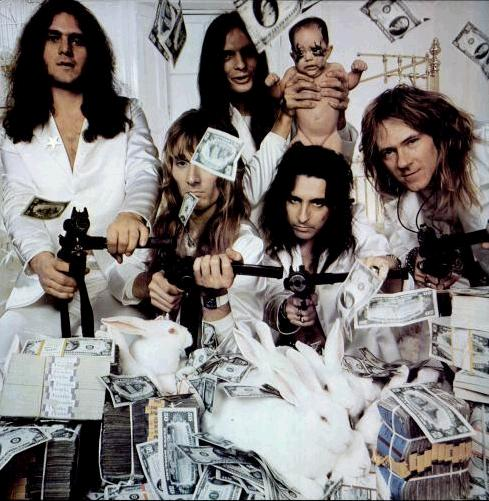
La famosa fotografía promocional del sencillo No More Mr. Nice Guy del álbum Million Dollar Babies del grupo Alice Cooper, marzo de 1973.

En 1972, el roquero Alice Cooper fue fotografiado por Bailey para la revista Vogue, casi desnudo aparte de una serpiente. Cooper usó a Bailey el año siguiente para filmar la foto del grupo encabezando el álbum "Billion Dollar Babies". La sesión incluyó a un bebé con maquillaje impactante y, supuestamente, mil millones de dólares en efectivo que requirieron que el rodaje estuviera bajo guardia armada. En 1976, Bailey publicó el periódico Ritz junto con David Litchfield. En 1985, Bailey trabajó fotografiando estrellas en el concierto Live Aid en el estadio de Wembley. Como recordó más tarde: "El ambiente en el día fue grandioso. En un momento me dieron un golpecito en el hombro y me di la vuelta. ¡De repente, había una gran lengua en mi garganta! Era Freddie Mercury".
En 1992, Bailey dirigió el drama de la cadena BBC, Who Dealt? protagonizado por Juliet Stevenson, con guion de Ring Lardner. En 1995 dirigió y escribió la película de South Bank, The Lady is a Tramp con su segunda esposa Catherine Bailey. En 1998 dirigió un documental con Ginger Television Production, Models Close Up, encargado por Channel 4 Television.
En 2012, la BBC hizo una película de la historia de su sesión fotográfica de Nueva York de 1962 con Jean Shrimpton, titulada We'll Take Manhattan.

## Obra
Más allá de su amplia y exitosa obra relacionada con la moda, con los años su obra en general se ha hecho más personal, con un gran dominio del retrato. Su primera colección de estos la publicó en 1965 con el título David Bailey´s Box of Pin-Ups
En 1966 dirigió su película G.G. Passion
En la década de los setenta condujo el programa televisivo Beaton by Bailey.

## Libros de fotografías
- Box of Pin-Ups, 1964
- Goodbye Baby & Amen, 2017
- Warhol, 1974
- Beady Minces, 1974
- Papua New Guinea, 1975
- Mixed Moments, 1976
- Trouble and Strife, 1980
- Bailey NW1, 1982
- Black & White Memories, 1983
- Nudes 1981–1984, 1984
- Imagine, 1985
- If We Shadows, 2001
- The Lady is a Tramp, 1995
- Rock & Roll Heroes, 1997
- Archive One, 1999 (también titulado The Birth of the Cool for USA)
- Chasing Rainbows, 2001
- Art of Violence, Kate Kray & David Bailey, 2003 (también titulado Diamond Geezers)
- Bailey/Rankin Down Under, 2003
- Archive Two: Locations, 2003
- Bailey's Democracy, 2005
- Havana, 2006
- NY JS DB 62, 2007
- Pictures That Mark Can Do, 2007
- Is That So Kid, 2008
- David Bailey: 8 Minutes: Hirst & Bailey, 2009 con Damien Hirst
- EYE, 2009
- Flowers, Skulls, Contacts, 2010
- British Heroes in Afghanistan, 2010